# Cucina lesothiana

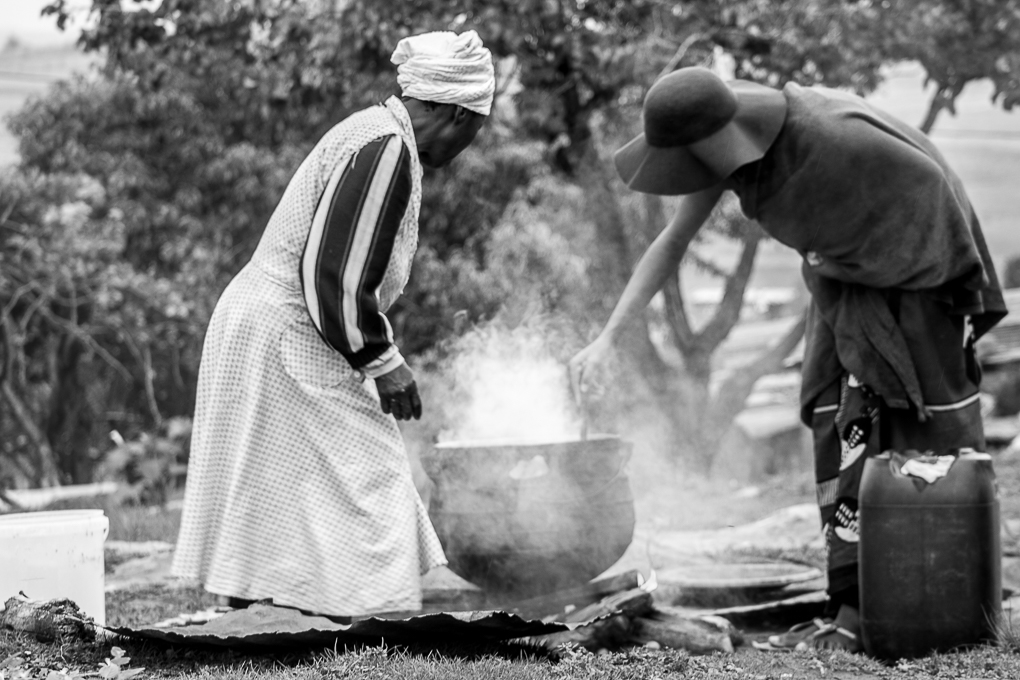
Due donne dedite alla cucina

La cucina lesothiana comprende le abitudini culinarie del Lesotho, paese circondato dal Sudafrica con il quale condivide i costumi alimentari.
I piatti lesothiani risultano abbastanza nutritivi, pur essendo più semplici rispetto alle zone costiere. Sono comuni lo stufato di zucca con cannella, quello di spinaci cotto nel brodo di carne e uno di coda di bue. Gli stufati possono includere anche frattaglie, pollo o carne macinata.
In Lesotho viene preparata un'insalata che vede l'uso di barbabietole con cipolle, zucchero e aceto. Le foglie delle barbabietole possono anche essere bollite e servite a parte con pomodori e cipolle. Il mais viene impiegato per preparare un porridge fermentato chiamato ting oppure delle pagnotte cotte al vapore chiamate leqebekoane. Tra le bevande più diffuse vi è il ginger beer.